# Амнезія
Амнезія (α — без та μνημη — пам'ять) — патологічний стан, клінічний симптом, що полягає в ослабленні або втраті пам'яті на ґрунті різних уражень головного мозку. Амнезію можуть спричиняти захворювання, в тому числі психічних, травми мозку або виникнути внаслідок шоку, при багатьох патологічних станах, що супроводжуються розладами свідомості. Поняття амнезії також використовують у соціології.

## Класифікація
- При частковій амнезії з пам'яті випадають лише певні види знань та уявлень.

- При т. з. ретроградній амнезії з пам'яті випадають події певного відрізку часу (години, дні, місяці), що передував захворюванню.

- При антероградній амнезії втрачається здатність згадувати події, що відбувалися під час гострого розладу свідомості.

- При прогресуючій амнезії настає поступове спустошення пам'яті; недавно засвоєні знання втрачаються в першу чергу.

## Соціальна амнезія
Соціальна амнезія — соціологічний термін, відсутність або спотворення знань у громадян країни про свою історію, культуру, пращурів. Спостерігається переважно у представників малих та середніх етнічних груп, що довгий час перебували під культурним тиском більшої групи.